# Teatr forum

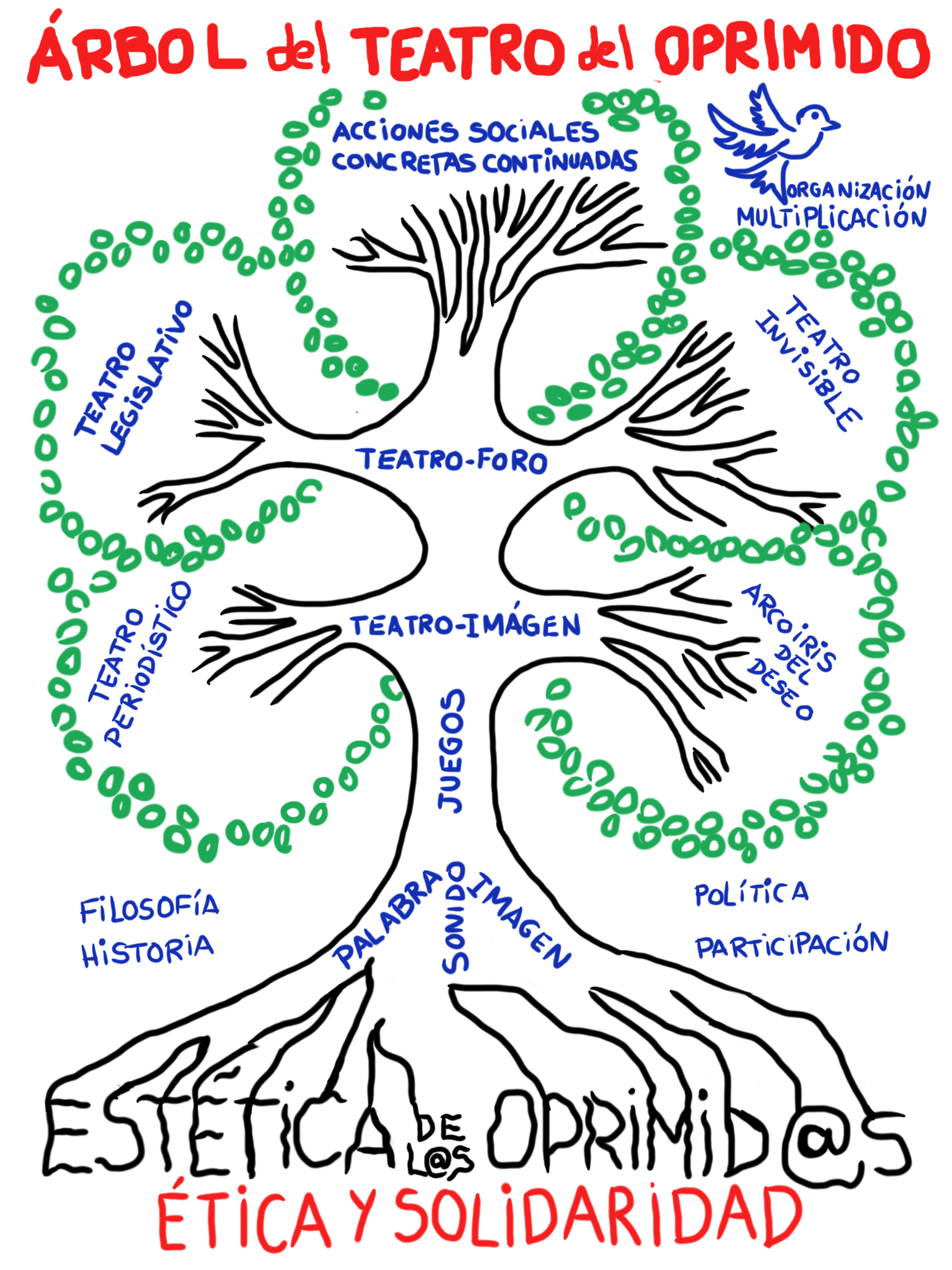
Drzewo „Teatru Uciśnionych” Augusto Boal’a

Teatr Forum – interaktywna forma teatralna stworzona przez brazylijskiego praktyka dramy, pedagoga, reżysera oraz twórcę koncepcji „Teatru Uciśnionych” (Theatre of the Oppressed) Augusto Boal'a. To także metoda pracy z grupą z pogranicza teatru i edukacji egzystencjalnej (zob. kierunki pedagogiczne). 

## Opis
Teatr Forum w odróżnieniu od teatru w rozumieniu tradycyjnym zezwala widowni wejść na scenę. Dlatego w TF występują tzw. widzo-aktorzy. Ta metoda daje więc szansę nie tylko na refleksję, ale również na działanie. I „nie ważne, że działanie jest fikcyjne, ważne, że to jest działanie!” jak pisał Boal. Widzo-aktorzy, wcielając się w rolę głównego bohatera tzw. protagonistę i uczestnicząc w interwencjach, badają dostępne alternatywy i trenują rozwiązania problemów, które są adekwatne do ich codziennych trudności. Dzięki temu następuje zderzenie z własnymi sytuacjami problemowymi oraz z konsekwencjami podejmowanych lub zaniechanych działań. Widzowie improwizują, we współpracy z aktorami i prowadzącym, tzw. jokerem, który pośredniczy między sceną a widownią, nad kolejnymi scenami.

Wszyscy musimy tworzyć teatr, by dowiedzieć się kim jesteśmy i kim możemy się stać.

Celem Teatru Forum jest aktywizacja i szukanie sposobów rozwiązania problemów społecznych. Może być z powodzeniem stosowany zarówno w pracy z młodzieżą jak i dorosłymi nad prawie każdym tematem. Często adresowany jest do grup defaworyzowanych społecznie (zob. dyskryminacja), by przeciwdziałać ich wykluczeniu, dostarczając narzędzi konstruktywnej ekspresji i radzenia sobie z opresją.